# Dipodium roseum
Dipodium roseum är en orkidéart som beskrevs av David Lloyd Jones och Mark Alwin Clements. Dipodium roseum ingår i släktet Dipodium och familjen orkidéer. Inga underarter finns listade i Catalogue of Life.

## Bildgalleri

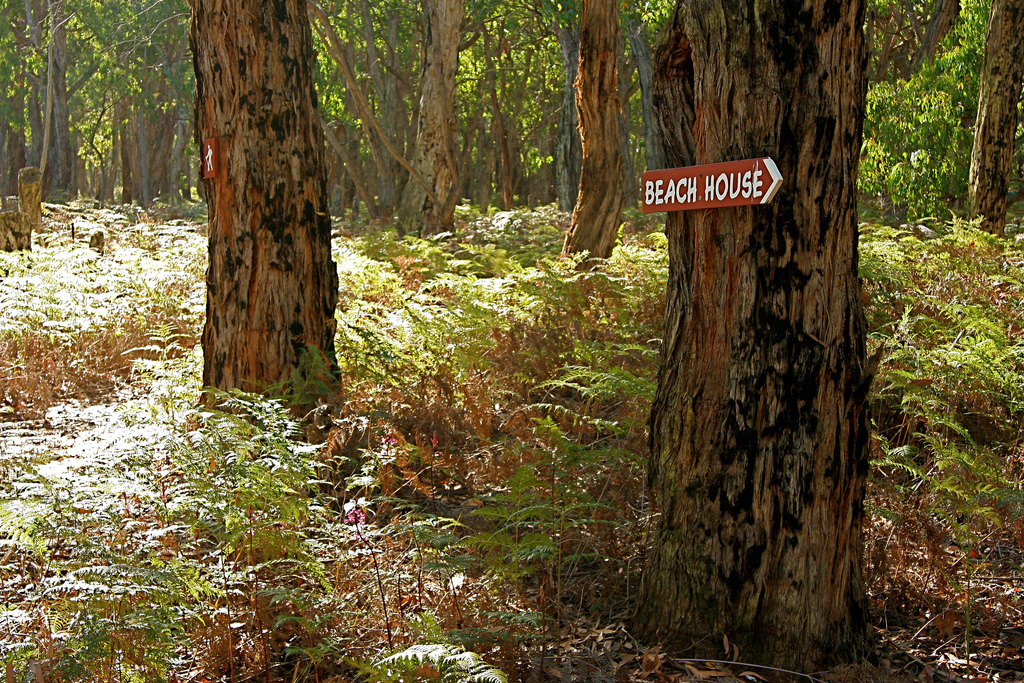
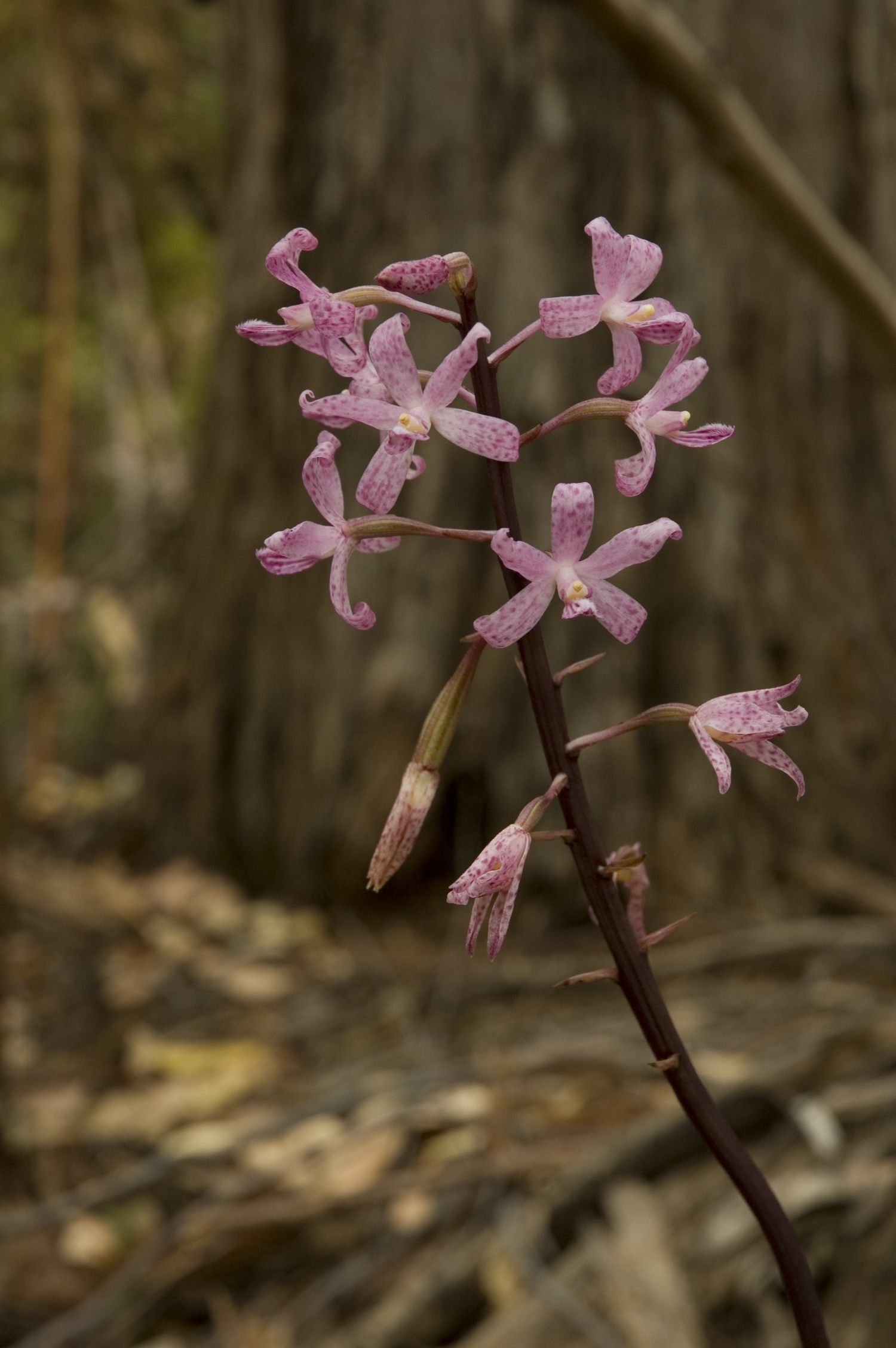
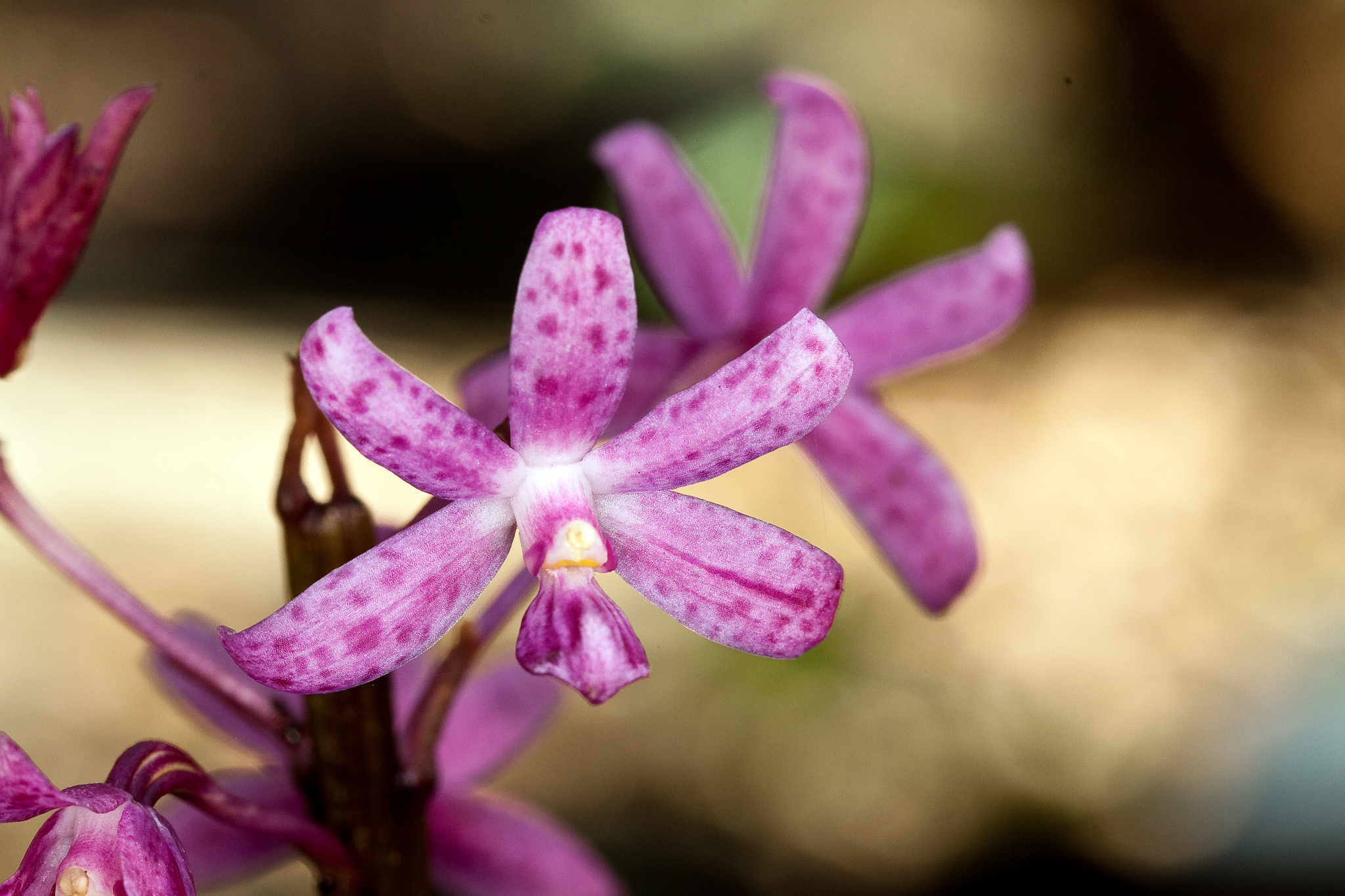
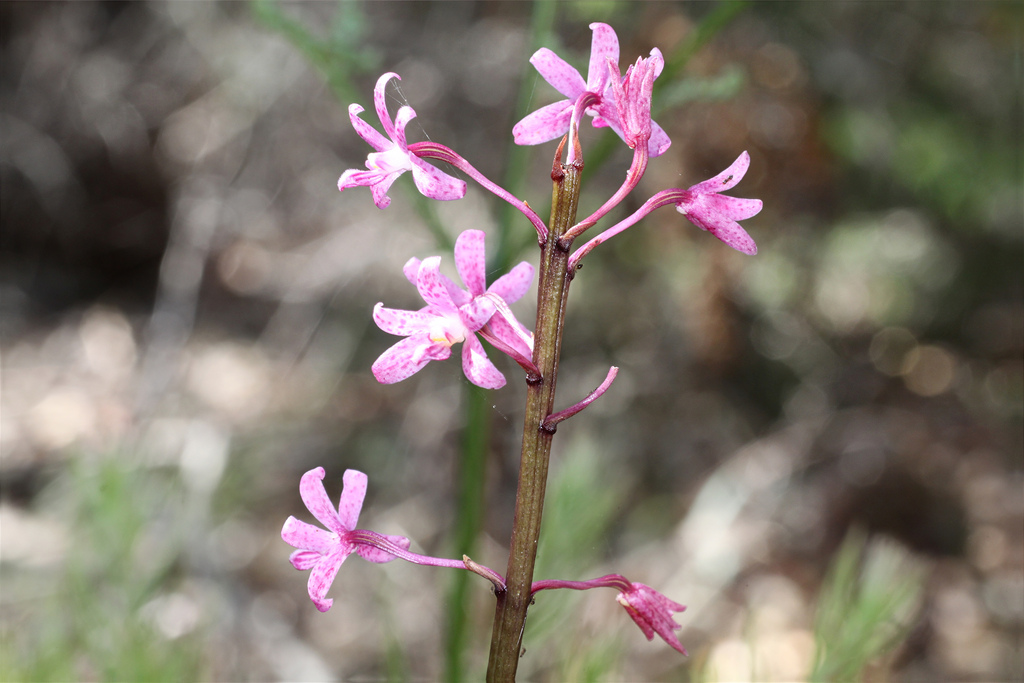